# Dol (Postira)
Dol falu Horvátországban, Split-Dalmácia megyében. Közigazgatásilag Postirához tartozik.

## Fekvése
Splittől légvonalban 23 km-re délkeletre, a supetari kompkikötőtől  légvonalban 6, közúton 12 km-re délkeletre, községközpontjától 2 km-re délre a Brač-sziget északi részén egy védett völgyben fekszik.

## Története
A település nevét arról a völgyről kapta, amelyben fekszik. Első írásos említése 1345-ben történt, de területe már ennél sokkal régebb óra lakott volt. Ezt igazolja legrégibb szakrális építménye a Miholja rata nevű helyen található kis Szent Mihály templom, melyet a 9. vagy a 10. században építettek és kapuja egy ókori római szarkofágból készült. A templomocska körüli temető az itt végzett ásatások szerint ugyancsak a 9. és a 10. századból származik. 1375-ben említik itt a Klimša Baloević nevű nemesembert, mely vezetéknév a településen a mai napig is fennmaradt. A plébánia első írott könyvei 1622-ből származnak. A településnek 1622-ben 135, 1637-ben mintegy 200, 1681-ben 220 lakosa volt. 1712-ben 200, 1738-ban 260, 1763-ban mintegy 300 lakosa volt. A velencei uralomnak 1797-ben vége szakadt és osztrák csapatok vonultak be Dalmáciába. 1806-ban a sziget az osztrákokat legyőző franciák uralma alá került, de Napóleon lipcsei veresége után újra az osztrákoké lett. A lakosság hagyományos megélhetését a mezőgazdaság, a szőlő és olajbogyó termesztése biztosította. Mai plébániatemploma 1887-re épült fel, építése 15 évig tartott. 1918-ban az új szerb-horvát-szlovén állam, majd később Jugoszlávia része lett. A háború után a szocialista Jugoszláviához tartozott. A település 1991 óta a független Horvátország része. 2011-ben a településnek 130 lakosa volt, akik főként mezőgazdasággal, állattenyésztéssel foglalkoztak.

## Népesség
| Lakosság változása | Lakosság változása | Lakosság változása | Lakosság változása | Lakosság változása | Lakosság változása | Lakosság változása | Lakosság változása | Lakosság változása | Lakosság változása | Lakosság változása | Lakosság változása | Lakosság változása | Lakosság változása | Lakosság változása | Lakosság változása |
| ------------------ | ------------------ | ------------------ | ------------------ | ------------------ | ------------------ | ------------------ | ------------------ | ------------------ | ------------------ | ------------------ | ------------------ | ------------------ | ------------------ | ------------------ | ------------------ |
| 1857               | 1869               | 1880               | 1890               | 1900               | 1910               | 1921               | 1931               | 1948               | 1953               | 1961               | 1971               | 1981               | 1991               | 2001               | 2011               |
| 478                | 586                | 670                | 686                | 718                | 715                | 0                  | 457                | 435                | 443                | 428                | 330                | 227                | 208                | 178                | 130                |

## Nevezetességei
- Szűz Mária bemutatása tiszteletére szentelt római katolikus plébániatemploma[4] 1862 és 1887 között épült a lebontott korábbi templom helyén, melyből csak a harangtorony maradt meg. Egyhajós épület jellegzetes homlokzattal, amelyet a bejárat felett nagy körablak, két oldalán pedig két hosszúkás, félköríves záródású ablak díszít. A homlokzat felső része félköríves záródású pengefal, tetején nagyméretű kőkereszttel. A templomnak a főoltáron kívül három mellékoltára van, melyeket Szűz Mária, Jézus szíve és a Szent kereszt tiszteletére szenteltek. Berendezéséből különösen kitűnik az a nagyméretű barokk kereszt, mely méretét tekintve a legnagyobb a szigeten és „Dolski Isukrst” a neve. A kereszt Jézus ábrázolása életnagyságú.
- A Szent Péter-templom[5] a 11. századból származik. Nevezetessége a sziget legrégibb harangja, melyet a 14. században öntöttek. Ez volt a település ősi plébániatemploma.
- A Szent Mihály-templom[6] 9. és a 10. századból származik, körülötte azonos korú ószláv temetővel. Bejárati kapuja függőlegesen állított és átfúrt római szarkofágból készült. A bejárat felett faragott sziklákból összeállított félköríves lunetta látható. Belsejében a szent keresztet ábrázoló régi freskók láthatók. A templomhoz nagypéntek hajnalán zarándoklatot vezetnek, amely érinti a Szent Péter és a Szent Vid-templomot is.
- A Nerežišćáról Paražnicára vezető út melletti Sutvar nevű helyen álló Szent Borbála-templom[7] a 11. században épült.
- A Velo brdo nevű magaslaton a 13. században épült a Szent Vid-templom,[8] melyből mára csak az alapfalak maradtak. Az egyhajós, félköríves apszissal rendelkező épületet egy pilaszterpár tagolja, a keleti részben pedig egy alacsony pad található a falak tövében. Egy ismeretlen késő antik templom biforámájához tartozó ókeresztény oszlopot acanthus oszlopfővel az oltár falazó talapzatába építettek.
- A Postirára menő út mellett a jobb oldalon áll a kis Szent Rókus-templom, ahova a szent ünnepén minden év augusztus 16-án zarándoklatot vezetnek.
- A településtől 500 méterre fekvő temetőben található a Keresztelő Szent János-templom.
- A település polgári épületei közül említésre méltó a Gospodnetić család késő reneszánsz erődített udvarháza.[9] Az épület falu északkeleti részén, egy lejtős részen található. Az épületegyüttes körül fal áll, amelyen az egykori belső udvarra vezető bejárat található a Gospodnetić család barokk címerével. Az udvarház egy L alakú, kétemeletes épület, északnyugati részén saroktoronnyal. Az épületkomplexumot a 17. században erődített kastélyként építették. A 19. század végi alapos felújítás után is megmaradt eredeti belső elrendezése. A család az építés óta folyamatosan lakta.
- A falu keleti oldalán, a lakosok által čelinjaknak vagy čelenek nevezett területen egykor 200 méhkaptár volt, amelyek a Gospodnetić családhoz tartoztak. A fennmaradt és felújított 25 méhkas[10] jelenleg négy sorban, száraz kő falakban van elhelyezve, amelyekhez dél felől makadámút vezet. E kaptárak sajátossága, hogy nyeregtetősek és kőlapokkal fedték őket. A kaptárak ma is Dol falu identitásának részét képezik, amelynek lakói helyreállítják és karbantartják őket.

## Oktatás
A település alapiskoláját 1868-ban alapították. A horvát nyelv oktatását 1885-ben vezették be. Az 1869/70-es tanévben 10 beíratott tanulója volt.